# 先進的食肉回収システム
先進的食肉回収システム (せんしんてきしょくにくかいしゅうシステム、英: Advanced meat recovery、略称: AMR) は、屠畜場において枝肉から各部位を取り分けた後、骨に付着したわずかな肉を回収することで歩留まりを高める手法である。回収された肉は、くず肉であるが、ピンクスライムのような形で食用化される。
このシステムでは、骨に付着した肉を機械的な方法（掻き取り、削ぎ取り、押し出しなど）によって回収する。各部位を取り分けた後の骨肉を破砕機で機械に投入できる大きさにした後、骨が粉砕しない程度の圧力をかけて肉を搾り取る方法が一般的である。こうして回収された肉は、LFTB（lean finely textured beef）などと呼ばれ、特別な表示をされることなく、手解体した肉と同様に「牛肉」「豚肉」などとして出荷される。多くの場合、先進的食肉回収システムで回収された肉はホットドッグや挽肉など、さらなる加工を受ける肉製品に添加するために使われる。
LFTBの栄養成分や外観、質感などは、手解体した肉とほとんど変わらない。
米国農務省は「自動解体システムや先進的食肉回収システム、電動ナイフで骨から取り分けた牛肉」を生鮮冷凍牛肉製品と認めていない。

## 米国における規制
米国では、農務省が「食肉解体の際に、骨を削ったり砕いたり磨り潰したりして骨を傷つけてはならない」と定めている。この規定に当てはまらない肉は、骨の成分であるカルシウムが混入しているかどうかを調べることで検出できる。このため、牛肉または豚肉として出荷される食肉のカルシウム含有量について「製品200グラムあたり150 (±30) ミリグラム以下であること」という基準が設けられている。一方、カルシウム含有量の上限を超える製品は、「機械的分離肉 (mechanically separated meat, MSM)」と表示することが義務づけられている。
1994年にアメリカ合衆国農務省食品安全検査局 (FSIS) は、解体処理後の骨に損傷がなければ処理された肉を「食肉」と分類することを認めた。1997年には機械的分離肉に中枢神経組織が混入していることが判明したため、AMR処理を行う前に脊髄などの神経組織を除去するよう指令した。2003年12月に牛海綿状脳症 (BSE) に感染した米国産乳牛が発見されたことから、FSISは中枢神経系の定義を拡張し、除去すべき部位を追加する新たな規制を導入した。さらに、月齢30ヶ月を超える牛のAMR加工品および中枢神経組織が混入した若い牛や他の家畜についても、食品への使用が禁じられた。
米国農務省のAMRガイドラインでは、月齢30ヶ月を超える牛について、中枢神経組織を含む可能性のある部位をAMRで処理することを規制している。しかし、中枢神経組織以外の部位はAMRで処理することができ、切り分けた筋肉組織と同様に「食肉」とみなすことができる。AMRシステムではアンモニア（無水アンモニアや水酸化アンモニウム）を用いて肉の殺菌処理を行っていると言われることがあるが、これはAMR製品とLFTB（一般にはピンクスライムと呼ばれる）が混同されていることによる。LFTBでは実際にアンモニア処理が行われており、このために他のAMR製品よりもさらに厳しい規制が課せられている。例えば、アンモニアを食品添加物として認めていないカナダではLFTBの生産および流通は禁じられており、欧州でも同様である。

## 欧州における規制
2012年、欧州委員会はイギリスの食肉分類における「腱除去済み肉（Desinewed meet, DSM）」は欧州単一市場法に適合していないとして、「機械的分離肉（Mechanically recovered meet, MRM）」という新たな分類に変更するとともに、「食肉」という品目に含めないこと、およびその生産を一時的に停止することをイギリス政府に要請した。これを受けてイギリス政府は2012年5月からDSMの分類を変更することを発表した。DSMは、他のMRMがペースト状であることが多いのに対して挽肉と似た外観をしており、それまではイギリス国内で普通に「食肉」として流通していた。2012年5月以降はMRMという表示が義務づけられ、「食肉」として流通させることはできなくなった。